# 嗯
《嗯》是歌手李榮浩於2017年11月17日推出的第四张個人專輯，專輯收錄《嗯》、《就這樣》、《裙姊》等10首作品。
2017年6月29日，專輯歌曲《嗯》獲得全球流行音樂金榜上半年二十大金曲獎。

## 創作背景
該專輯從2017年5月開始，連著6個月每個月發布壹首歌曲，最終於2017年11月17日正式發行，稱之為“浩計劃” 。專輯名稱“嗯”是李榮浩的口頭禪，同時這個字拆開是“口因心”，代表心裏想的和嘴裏說的一樣的人。
《嗯》是李榮浩以十八歲叛逆的青春期為靈感創作的歌曲，他希望借該曲讓聽眾想起自己的的青春叛逆記憶。同時，李榮浩認為“叛逆”不代表做壞事，而是對世界充滿好奇，對自己的所求有所掌握，從而活出自己的態度 。
李榮浩創作完《就這樣》曲譜後，當即想到找施人誠寫詞，於是他通過身邊朋友找到施人誠，從而促成了兩人之間的首次合作 。《裙姊》歌名與“裙子”同音，源於京劇藝術家梅蘭芳的乳名，為了創作該曲，李榮浩研讀了許多有關梅蘭芳的資料，並邀請黃偉文參與作詞。
《歌謠》是李榮浩獻給離鄉背井在外打拼的異鄉遊子的歌曲。《我看著你的時候》則是李榮浩創作的一首簡單情歌，他希望借該曲讓聽眾們想起人生中的那些最甜蜜美好的時刻 。《后羿》是李榮浩為手機遊戲《王者榮耀》創作的主題曲，李榮浩以遊戲角色“后羿”為創作基礎，以其傳統文學形象結合遊戲世界觀進行創作 。
為了該專輯，李榮浩親自上網搜尋資料，邀請各界音樂人、影視人參與專輯的制作。歌曲《嗯》的封面拍攝和攝影師蘇益良合作，特地為該曲企劃了兩組不同的叛逆主題。此外，他還和分別以賴弘修、June Wan領軍的造型團隊合作，為單曲《嗯》、《就這樣》拍攝了單曲照片  。
專輯封面和攝影師江民仕合作，以李榮浩口中吐出縷縷煙霧的畫面象征歌曲《戒菸》中的多情上癮者，同時也象征“嗯，我就是這樣”的自信態度。專輯平面設計主視覺部分則由顏伯駿負責。

## 專輯鑒賞
李榮浩在《嗯》中，讓人聲退到器樂之後，Blues味道極重的貝斯以及帶著點Trap影子的節拍器，都在歌曲中把壹種即將“噴薄而出”的情緒加重渲染，搶在了人聲之前。該曲每壹個音樂細節都把“叛逆”二字奉為主旨，曲風兼具先鋒與復古，吉他、搖滾仍是李榮浩的音樂利器。但在視覺方面，該曲打破李榮浩壹以貫之的黑白灰色系，有很多大膽的色彩嘗試 。
李榮浩不但在《就這樣》中唱出了他的感情觀，也突破地用嘶吼式唱腔傳達出對愛情感到無奈的態度 。《歌謠》的悅耳度、上口度、流行性都很大眾標準，簡單說就是大眾喜歡的類型，事實上，該曲也屬於李榮浩的常規風格，有著最淳樸、真摯的情感，加上旋律上口，歌者口吻親切，接受起來也就變得更容易。李榮浩在《我看著妳的時候》中以質樸不刻意而又華麗的筆調，寫下了青澀感十足的青春戀歌 。《祝妳幸福》屬於藍調曲風，既有淡淡的憂傷，也不失釋然後的快樂。
《後羿》把傳統中國元素（古箏、簫）與電音結合在壹起，“Call & Response”的表現手法與王者榮耀本身的遊戲基調不謀而合，歌詞也展示出了後羿這個英雄的特性  。

## 專輯曲目
| 次序 | 歌名           | 歌名(英文)           | 填詞           | 作曲   | 編曲   | MV导演   | 备注                                                   |
| ---- | -------------- | -------------------- | -------------- | ------ | ------ | -------- | ------------------------------------------------------ |
| 1.   | 嗯             | En                   | 李榮浩         | 李榮浩 | 李榮浩 | 林修毅   | 衛視中文台、星衛娛樂台韓劇《提皮箱的女人》片頭曲       |
| 2.   | 就这样         | That is it           | 施人诚         | 李榮浩 | 李榮浩 | 徐筠轩   | 衛視中文台、星衛娛樂台韓劇《燦爛的守護神－鬼怪》片頭曲 |
| 3.   | 裙姊           | Qun Zi               | 黄伟文，李榮浩 | 李榮浩 | 李榮浩 | 林修毅   | 八大戲劇台韓劇《鄰家律師趙德浩》片頭曲                 |
| 4.   | 歌谣           | Ballad               | 李榮浩         | 李榮浩 | 李榮浩 | 傅天余   | 八大戲劇台韓劇《悄悄話》片尾曲                         |
| 5.   | 我看着你的时候 | When I Look At You   | 李荣浩         | 李榮浩 | 李榮浩 | 黄中平   |                                                        |
| 6.   | 祝你幸福       | I Wish You Happiness | 李榮浩         | 李榮浩 | 李榮浩 | 欧哲纶   |                                                        |
| 7.   | 后羿           | Hou Yi               | 李榮浩，苗柏杨 | 李榮浩 | 李榮浩 | 郭鲁川   | 王者荣耀后羿英雄主打歌                                 |
| 8.   | 戒             | Quit Smoking         | 李荣浩         | 李荣浩 | 李荣浩 | 陈宏一   | 東森戲劇台韓劇《傲骨賢妻》、《通往機場的路》片頭曲     |
| 9.   | 少年           | Teenager             | 李榮浩         | 李榮浩 | 李榮浩 |          |                                                        |
| 10.  | 不说           | Tacit                | 黄伟文         | 李榮浩 | 李榮浩 | 薇薇安沈 | 电影《从你的全世界路过》的路过版主题曲                 |

## 音樂錄影帶
| 歌曲                                  | 導演     | 备注                   |
| ------------------------------------- | -------- | ---------------------- |
| 嗯 （页面存档备份，存于）             | 林修毅   |                        |
| 就这样 （页面存档备份，存于）         | 徐筠轩   | 马思纯特别演出         |
| 裙姊 （页面存档备份，存于）           | 林修毅   | 刘珈特別演出           |
| 歌谣（页面存档备份，存于）            | 傅天余   |                        |
| 我看着你的时候 （页面存档备份，存于） | 黄中平   | 姚爱寗、蔣昀霖特别演出 |
| 祝你幸福 （页面存档备份，存于）       | 欧哲纶   | 吴子霏特别演出         |
| 后羿 （页面存档备份，存于）           | 郭鲁川   |                        |
| 戒（页面存档备份，存于）              | 陈宏一   |                        |
| 不说 （页面存档备份，存于）           | 薇薇安沈 |                        |

## 獲獎記錄
| 時間          | 獎方             | 獎項             | 獲獎者 | 結果 |
| 2017年6月29日 | 全球流行音樂金榜 | 上半年二十大金曲 | 《嗯》 | 獲獎 |